# Heinrich Clauren
Heinrich Clauren, né Carl Gottlieb Samuel Heun le 20 mars 1771 à Dobrilugk en Lusace et mort le 2 août 1854 à Berlin, est un écrivain allemand.

## Biographie
Il naît dans la famille d'un propriétaire terrien et bailli de Lusace. Il se tourne vers la littérature pendant ses études et utilise le nom de plume d'H. Clauren, anagramme de Carl Heun. Il étudie le droit à Göttingen et à Leipzig, dont il sort diplômé en 1790. Il devient alors secrétaire particulier du ministre von Heynitz à Berlin. Il est nommé secrétaire secret en 1792 dans un département du directoire général du royaume de Prusse. Il est ensuite assesseur au département des mines. Il est élevé au rang de conseiller de commission en 1800. Il épouse à cette époque Henriette Breitkopf à Leipzig qui lui donne un fils. Il devient franc-maçon en 1791, jusqu'à sa mort (en particulier à la loge Minerva).
Il investit au début du XIXe siècle dans une librairie de Leipzig et devient coéditeur de la Jenaer Allgemeine Litteratur-Zeitung. Il retourne en 1810 à Berlin pour devenir conseiller à la cour auprès de Karl August von Hardenberg et rédige des articles pour la presse de campagne pendant les campagnes de 1813 et 1814. Il reçoit la croix de fer en 1814. L'année suivante, il couvre le congrès de Vienne. Entre 1815 et 1819 il est chargé d'affaires prussien en Saxe, puis il prend en 1820 le poste de directeur de la rédaction de l' Allgemeine Preussische Staatszeitung. Il est nommé en 1824 conseiller secret à la cour pour le secrétariat général des postes.
Ses succès littéraires débutent avec Mimili en 1816, histoire d'amour entre un officier décoré de la croix de fer et la fille d'un fermier de l'Oberland bernois, dans le genre rousseauiste. Clauren écrit beaucoup et publie nombre de récits et de nouvelles. Ainsi il écrit entre 1827 et 1830 par moins de sept mille deux-cents pages. Ses livres sont traduits en Europe avec succès et Edgar Poe s'inspire de son récit Das Raubschloß pour sa nouvelle La Chute de la maison Usher. C'est un des romanciers allemands les plus lus dans les années 1825, mais le scandale littéraire causé par Wilhelm Hauff qui publie un roman trivial, L'Homme sur la lune, à sa manière jetant ainsi le doute sur son auteur, assombrit sa réputation. Toutefois, Clauren continue de publier régulièrement, comme Vergißmeinnicht, ou Scherz und Ernst.
Après neuf ans de veuvage, Clauren épouse en 1831 à Berlin Friederike Sophie Hambrauer de qui il a deux filles.
Il meurt à Berlin à l'âge de quatre-vingt-trois ans, avec le rang de conseiller secret à la Cour.